# Polizeiruf 110

Polizeiruf 110

Polizeiruf 110 (Poliție, telefon 110) este titlul unui film polițist, un serial produs din anul 1971 în Germania. Între anii 1972–1990 filmul a fost produs în RDG. După reunificarea Germaniei și desființarea studioului est-german DFF, filmul a fost produs din anul 1993 de ARD. El a devenit relativ repede ca și serialul Tatort o emisiune îndrăgită de publicul telespectator.

## Lista actorilor principali
| Anul     | Postul | Comisar                                                         | Actor                                                | Oraș                  | Nr. de episoade           |
| -------- | ------ | --------------------------------------------------------------- | ---------------------------------------------------- | --------------------- | ------------------------- |
| din 1996 | MDR    | KHK Herbert Schmücke, KHK Herbert Schneider și KOK Nora Lindner | Jaecki Schwarz, Wolfgang Winkler și Isabell Gerschke | Halle (Saale)         | 44, din care 2 cu Lindner |
| din 1999 | RBB    | KHK Olga Lenski și PHM Horst Krause                             | Maria Simon și Horst Krause                          | uneori in Brandenburg | 16, din care 0 cu Lenski  |
| din 2010 | NDR    | KHK Alexander Bukow și LKA-Analytikerin KHK Katrin König        | Charly Hübner și Anneke Kim Sarnau                   | Rostock               | 3                         |
| din 2011 | BR     | Hanns von Meuffels și Anna Burnhauser                           | Matthias Brandt și Anna Maria Sturm                  | München               |                           |

#### La studioul DFF /RDG
| Anul      | Comisar                                                  | Actor                    | Nr. de episoade     |
| --------- | -------------------------------------------------------- | ------------------------ | ------------------- |
| 1971–1991 | OL, ulterior HM, apoi KHK Peter Fuchs                    | Peter Borgelt            | 84                  |
| 1971–1983 | L Vera Arndt                                             | Sigrid Göhler            | 46                  |
| 1972–1993 | OL, ulterior KOK Jürgen Hübner                           | Jürgen Frohriep          | 64, din care 63 DFF |
| 1973–1977 | VP-M Lutz Subras                                         | Alfred Rücker            | 25                  |
| 1978      | L Woltersdorf                                            | Werner Tietze            | 7                   |
| 1981–1991 | OL Manfred Bergmann                                      | Jürgen Zartmann          | 8                   |
| 1982–1988 | OL, ulterior HM Wolfgang Reichenbach                     | Friedhelm Eberle         | 6                   |
| 1983–1991 | OL, ulterior KOK Lutz Zimmermann                         | Lutz Riemann             | 25                  |
| 1984–1989 | Brandner                                                 | Lothar Schellhorn        | 3                   |
| 1984–1995 | L Andreas Schöpke; L, ulterior OL, dann KOK Thomas Grawe | Andreas Schmidt-Schaller | 31, din care 29 DFF |
| 1988–1990 | Major Jäger                                              | Werner Godemann          | 4                   |
| 1988–1997 | HM, ulterior KHK Günter Beck                             | Günter Naumann           | 11, din care 6 DFF  |
| 1991–1994 | KOK Joachim Raabe                                        | Michael Kind             | 3, din care 1 DFF   |

#### La studioul ARD și ORF
| Anul      | Postul  | Comisar                                  | Actor                    | Oraș                     | Nr. de episoade    |
| --------- | ------- | ---------------------------------------- | ------------------------ | ------------------------ | ------------------ |
| 1972–1993 | MDR     | Oberleutnant Jürgen Hübner               | Jürgen Frohriep          | Leipzig                  | 64, din care 1 MDR |
| 1986–1995 | MDR     | Leutnant Thomas Grawe                    | Andreas Schmidt-Schaller | Halle (Saale), Dresden   | 31, din care 2 MDR |
| 1988–1997 | MDR     | Hauptmann Günter Beck                    | Günter Naumann           | Halle (Saale)            | 11, din care 5 MDR |
| 1991–1994 | MDR     | Oberkommissar Joachim Raabe              | Michael Kind             | Leipzig                  | 3, din care 2 MDR  |
| 1993–1998 | ORB/SFB | Hauptkommissarin Tanja Voigt             | Katrin Saß               | Potsdam                  | 9                  |
| 1993–1995 | ORB/SFB | Kriminalkommissar Jens Hoffmann          | Dirk Schoedon            | Potsdam                  | 4                  |
| 1994–1995 | ORF     | Inspektor Gerhard Wallek                 | Helmut Berger            | Wien                     | 2                  |
| 1994–1995 | ORF     | Inspektorin Sandra Schneider             | Andrea Eckert            | Wien                     | 2                  |
| 1994–2000 | NDR     | Oberkommissar Kurt Groth                 | Kurt Böwe                | Schwerin                 | 14                 |
| 1994–1998 | SDR     | Hauptkommissarin Vera Bilewski           | Angelica Domröse         | Ichtenheim, Heilbronn    | 3                  |
| 1995–2004 | WDR     | Polizeihauptmeister Karl-Heinz Küppers   | Oliver Stritzel          | Volpe (Bergisches Land)  | 8                  |
| 1995–2004 | WDR     | Polizeiobermeister Sigurd „Siggi“ Möller | Martin Lindow            | Volpe (Bergisches Land)  | 8                  |
| 1995–2004 | WDR     | Kommissarin Gabi Bauer                   | Andrea Sawatzki          | Volpe (Bergisches Land)  | 7                  |
| 1997–2000 | BR      | Dr. Silvia Jansen                        | Gaby Dohm                | München, Nürnberg        | 6                  |
| 1998–2003 | HR      | Hauptkommissar Rene Schlosser            | Dieter Montag            | Offenbach am Main        | 6                  |
| 1998–2002 | HR      | Kommissar Robert Grosche                 | Oliver Stokowski         | Offenbach am Main        | 5                  |
| 1998–2000 | HR      | Kriminalkommissarin Carol Reeding        | Chantal de Freitas       | Offenbach am Main        | 3                  |
| 2001–2003 | HR      | Kriminalkommissarin Carol Reeding        | Dennenesch Zoudé         | Offenbach am Main        | 3                  |
| 1999–2002 | ORB     | Hauptkommissarin Wanda Rosenbaum         | Jutta Hoffmann           | Potsdam                  | 4                  |
| 2000–2002 | NDR     | Hauptkommissar Holm Diekmann             | Jürgen Schmidt           | Schwerin                 | 5                  |
| 2003–2005 | NDR     | Hauptkommissar Tobias Törner             | Henry Hübchen            | Schwerin                 | 5                  |
| 2004–2006 | RBB     | Kriminalassistentin Katrin Schubert      | Anja Franke              | Potsdam                  | 4                  |
| 2004–2008 | HR      | Hauptkommissar Thomas Keller             | Jan Gregor Kremp         | Bad Homburg vor der Höhe | 4                  |
| 1994-2009 | NDR     | Kriminalhauptkommissar Jens Hinrichs     | Uwe Steimle              | Schwerin                 | 31                 |
| 2006-2009 | NDR     | Kriminalhauptkommissar Markus Tellheim   | Felix Eitner             | Schwerin                 | 7                  |
| 1998-2009 | BR      | Kriminalhauptkommissar Jürgen Tauber     | Edgar Selge              | München                  | 20                 |
| 1998-2009 | BR      | Kriminalhauptkomissarin Jo Obermaier     | Michaela May             | München                  | 17                 |
| 2009      | BR      | Kriminalhauptkommissar Friedrich Papen   | Jörg Hube                | München                  | 1                  |
| 2009-2010 | BR      | Kriminalkommissarin Uli Steiger          | Stefanie Stappenbeck     | München                  | 3                  |
| 2001-2010 | RBB     | Kriminalhauptkommissarin Johanna Herz    | Imogen Kogge             | Potsdam                  | 12                 |

## Alți actori
- Marie Gruber
- Ulrike Müller
- Edith Reger
- Anke Sevenich
- Nadine Seiffert
- Judith Richter
- Anne Ratte-Polle
- Alma Leiberg
- Katharina Wackernagel